# Oconomowoc

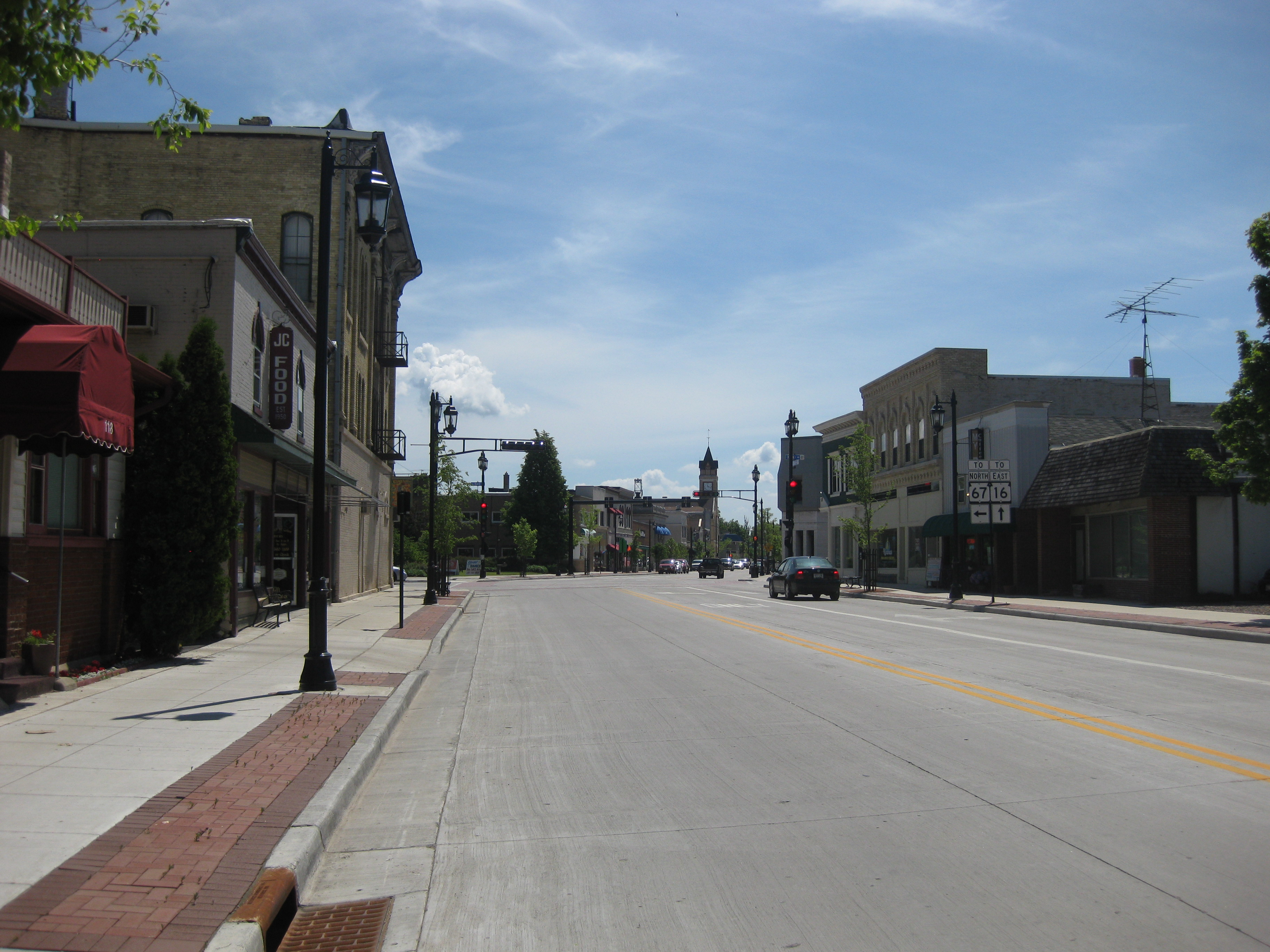
Oconomowoc (2009)

Oconomowoc (Aussprache gemäß IPA: əˈkɒnəməˌwɒk) ist eine Stadt im Waukesha County, Wisconsin, Vereinigte Staaten und Bestandteil der Metropolregion Milwaukee. Der Name Oconomowoc ist abgeleitet von Coo-no-mo-wauk, dem Ausdruck der Potawatomi für einen Wasserfall in der näheren Umgebung. Das U.S. Census Bureau ermittelte bei der Volkszählung 2020 eine Einwohnerzahl von 18.203. 
Oconomowoc ist der Geburtsort von Gwen Obertuck, einer Sängerin und Schauspielerin sowie von Jane Wiedlin, die sich der Popmusik widmet.

## Geographie
Die Stadt hat eine Fläche von rund 18 km², davon entfallen ca. 17 km² auf Land und gut 1 km² auf Wasserflächen.

## Geschichte
Die Entwicklung von Oconomowoc begann im Jahre 1837, als der erste Europäer, ein Mann namens Charles Sheldon in die Gegend kam, um seine Jagdhütte zu bauen. Zu diesem Zeitpunkt lebten die Indianer vom Stamm der Potawatomi bereits in einer Art Siedlung, die sie Coo-No-Mo-Wauk (wo die Wasser treffen oder Fluss der Seen). Aus dieser Ansiedlung entstand Oconomowoc, gesprochen [oˈkɑnəməˌwɔk].
Mit dem Wachstum der Stadt ging das Eintreffen von Händlern einher. Ein solcher Siedler war John S. Rockwell. Er errichtete eine Getreidemühle und eröffnete den ersten Laden und ein Hotel. Nach seinem Tode vermachte er sein Vermögen den Kirchen. Seiner Initiative ist die Gründung der Feuerwehr, der Bücherei, der Grundschule und eines Seminars für junge Frauen zu verdanken. Aufgrund seiner Verdienste erwarb er sich den Namen „Father of Oconomowoc“.
In der Zeit zwischen den 1870er Jahren und den 1930er Jahren entwickelte sich die Stadt voran und wurde damals „Newport des Westens“ genannt. Durch die reizvolle Landschaft wurden die wohlhabenden Familien von Chicago, St. Louis und Milwaukee inspiriert, an den Ufern des Sees Landhäuser zu errichten. Damals wurde die Lake Road im Volksmund als Presidents' Avenue bezeichnet, weil die Präsidenten William Howard Taft, Ulysses S. Grant, Grover Cleveland, Calvin Coolidge, William McKinley und Theodore Roosevelt regelmäßig in Draper Hall zu Besuch waren und die Gastfreundschaft der Bewohner genossen.

## Partnerstädte
Seit 2009 ist Oconomovoc Partnerstadt der Kreisstadt Dietzenbach in Hessen (Deutschland).

## Söhne und Töchter der Stadt
- Jane Wiedlin (* 1958), Popmusikerin
- Troy Brenna (* 1970), Stuntman
- Christopher Finkelmeyer (* 1962), Pianist
- Karla Keck (* 1975), Skispringerin
- Gwen Obertuck (* 1980), Sängerin